# 何健 (1965年)
何健（1965年10月—），汉族，江苏南通人，中华人民共和国政治人物，中共十九大代表，四川省委党校研究生学历。

## 生平
1983年9月，进入沈阳冶金机械专科学校（今沈阳工业高等专科学校）机械制造工艺及设备专业学习 。1985年6月，加入中国共产党。1986年7月，进入攀枝花钢铁（集团）公司工作，历任技术员、自动化部团委副书记、书记、组织部党员教育科副科长、科长 。1991年至1993年间，四川省委党校在职研究生班科学社会主义专业毕业。1997年8月起，四川省委组织部组织处办公室主任科员，副主任。
2002年9月至2003年5月借调中组部干部二局工作。2003年6月起，任中组部干部二局办公室副处级调研员，综合处副处长，办公室主任，副巡视员、办公室主任，副巡视员，中共宁夏回族自治区党委副秘书长等职。2013年，接替已经升任中共宁夏回族自治区党委秘书长的纪峥，兼任中共宁夏回族自治区党委办公厅主任、办公厅主任。2015年10月，升任中共宁夏自治区党委秘书长，办公厅主任。2017年6月，任中共中卫市委书记，市人大常委会党组书记、主任候选人。2018年1月，正式当选市人大常委会主任。
2021年11月16日，何健出席了中卫市河北地区城乡供水工程通水仪式，此后便再无公开报道。12月15日，中卫市召开干部大会，自治区党委常委、组织部部长石岱宣布自治区党委决定：张利同志任中卫市委委员、常委、书记。这表明何健已被换下，但没有公布他的去向。
2021年12月23日，宁夏回族自治区纪委监委发布消息：何健涉嫌严重违纪违法，正接受纪律审查和监察调查。2022年7月28日，遭到开除党籍、开除公职处分。